# A Notorious Affair
A Notorious Affair is een Amerikaanse dramafilm uit 1930 onder regie van Lloyd Bacon.

## Verhaal
Hoewel Patricia Hanley verloofd is met een edelman, trouwt ze tot ontzetting van haar familie met de arme, Italiaanse violist Paul Gherardi. Met haar rijkdom en invloed maakt ze Paul beroemd. Paul wordt echter verliefd op gravin Olga Balakireff. Wanneer Paul een zenuwinzinking krijgt, doet hij een beroep op dokter Pomeroy, een van de ex-minnaars van Patricia. Als de gravin hem terzijde schuift, krijgt Paul een beroerte. Dokter Pomeroy en Patricia nemen hem mee naar een chirurg voor een operatie. Vervolgens staat Patricia aan zijn zijde tijdens zijn genezingsproces.

## Rolverdeling
| Acteur          | Personage               |
| --------------- | ----------------------- |
| Billie Dove     | Patricia Hanley         |
| Basil Rathbone  | Paul Gherardi           |
| Kay Francis     | Gravin Olga Balakireff  |
| Kenneth Thomson | Dr. Alan Pomeroy        |
| Montague Love   | Thomas Hanley           |
| Philip Strange  | Lord Percival Northmore |
| Malcolm Waite   | Higgins                 |